# Direktna bojila
Direktna bojila ili supstantivna bojila fizikalno se vežu izravno na celulozno vlakno. Direktna bojila koriste neutralne ili slabo lužnate sredine blizu ili na točki vrelišta otopine natrijevog klorida ili natrijevog sulfata. Koriste se za bojanje pamuka, papira, kože, vune, svile i najlona. Uporabu nalaze i kao indikatori pH vrijednosti, te kao bojila u mikroskopiji.

## Objašnjenje
Supstantivna (direktna) bojila bojaju celulozna vlakna (pamuk i druga prirodna i regenerirana biljna vlakna) direktno, bez prethodnog obrađivanja močilima. Ta su bojila ponajčešće topljiva u vodi zbog prisutnosti sulfonskih grupa –SO3H u molekuli, te se i bojanje provodi vrlo jednostavno. Najveći je broj direktnih bojila iz reda dis-, tris- i poliazo-bojila, a relativno mali broj iz redova monoazobojila, stilbenskih, oksazinskih, tiazolskih i ftalocijaninskih bojila. U pogledu postojanosti na svjetlu mnogo se među sobom razlikuju; ima ih od slabo postojanih do naročito postojanih. Mokre su im postojanosti (na vodu, pranje, znoj) općenito vrlo slabe. Stoga su se razvile metode za naknadnu obradu supstantivnih bojila na materijalu koje znatno poboljšavaju naročito mokre postojanosti. 
Metoda obrade zavisi od kemijske strukture bojila, pa se supstantivna bojila mogu podijeliti u ove podgrupe:
- bojila za naknadnu diazotaciju; sadrže slobodnu amino grupu koja se tek na vlaknu diazotira, a zatim se kopulira s odabranom komponentom za kopulaciju (na primjer β-naftolom, m-fenilendiaminom);
- bojila koja se lako kopuliraju; obrađuju se odabranim diazonijevim solima (najčešće diazotiranim p-nitranilinom). U oba slučaja se molekula bojila povećava, smanjuje se njena topljivost, a nijansa boje se znatno produbljuje;
- bojila za naknadnu obradu metalnim solima (najčešće bakarnim, rjeđe kromnim solima); imaju po svojoj kemijskoj građi močilni karakter, pa na vlaknu naknadno nastaju odgovarajući metalkompleksi.

Sva direktna bojila mogu se naknadno obrađivati na materijalu kation-aktivnim preparatima, ali ta obrada daje različite rezultate u pogledu povećanja postojanosti. Osim za celulozni tekstil upotrebljavaju se direktna bojila i za bojanje papira, kože, svile, vune, lika, poliamidnih vlakana, poluvune i ostalih miješanih vlakana, također za pripremu metalnih lakova koji se upotrebljavaju kao pigmenti.

## Umjetna bojila
Umjetna bojila ili sintetska bojila pojavljuju se nakon sinteze mauveina iz anilina (W. H. Perkin, 1856.). Njihova se tržišna primjena temeljila na proizvodnji velikih količina anilina iz katrana kamenog ugljena kao sirovine (otuda naziv katranske, odnosno anilinske boje). Nakon otkrića diazotacije i alizarinske sinteze u drugoj polovici 19. stoljeća, ostvarena je industrijska sinteza indiga, kongo-crvenila, indantrena i mnogih drugih bojila. Disperzijska bojila uvedena su 1923., a reakcijska 1956. Bojila za tekstil u Hrvatskoj proizvodi od 1950. zagrebačka tvornica "Chromos – Organske boje". Umjetna bojila su jeftinija i velike učinkovitosti, stoga danas drže vodeći položaj u proizvodnji.
Sintetska bojila mogu se podijeliti prema materijalu koji se njima bojaju na bojila za tekstil, za kožu, za papir, za plastične mase, za hranu, za ulja, masti, voskove, tekuća goriva i maziva, za premazna sredstva i naliče i za druge specijalne svrhe. Bojila za tekstil mogu se podijeliti na bojila za biljna vlakna, za životinjska vlakna, za sintetička vlakna i za miješana vlakna ili tkanine. Među bojila za specijalne svrhe idu bojila za mikroskopiju, za fotografiju, za kozmetiku, za pirotehniku, za farmaceutske svrhe, za kemijsku analizu (indikatori).
Prema svojstvima bojanja dijele se bojila u ove grupe:
- bojila topljiva u vodi: 
  - bazna,
  - kisela,
  - močilna,
  - metalkompleksna,
  - supstantivna (direktna),
  - reaktivna,
  - leukoesteri reduktivnih bojila (indigosoli);
- bojila topljiva u alkoholu;
- bojila netopljiva u vodi: 
  - bojila koja se redukcijom mogu prevesti u leukospojeve topljive u vodi (reduktivna i sumporna bojila),
  - disperziona bojila,
  - bojila topljiva u mastima i uljima,
  - pigmentna bojila,
  - bojeni lakovi;
- bojila koja se grade na vlaknu (materijalu): 
  - naftol-AS bojila,
  - acetatna bojila za razvijanje,
  - oksidaciona bojila,
  - bojila koja nastaju u diazotipiji,
  - bojila za višeslojnu fotografiju u bojama.[2]